# Stazione di Isella-Olgia
La stazione di Isella-Olgia della Società Subalpina Imprese Ferroviarie (SSIF) è una fermata ferroviaria della ferrovia Domodossola-Locarno ("Vigezzina").
Si trova a Isella, frazione di Re, ed è collegata ad Olgia tramite un sentiero.

## Strutture e impianti
La fermata è dotata di un segnale meccanico (manovra a cura degli utenti) per la richiesta della fermata dei treni.
Essendo presente un solo binario, lo scambio dei treni avviene alla stazione di servizio di Olgia 2 (in cui non è possibile effettuare discesa).

## Movimento
Al 2014 la fermata non è servita da alcun treno.